# Manuel I. Bento Rodrigues da Silva

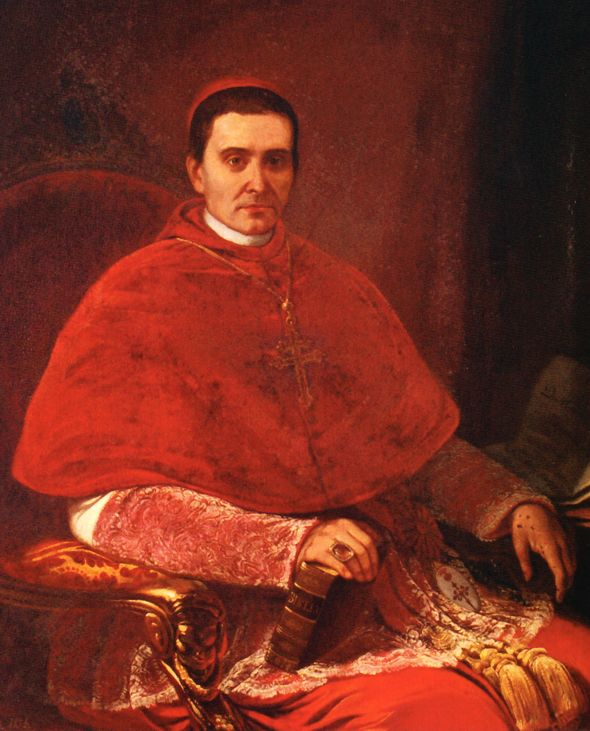
Manuel Bento Rodrigues da Silva, 10. Patriarch von Lissabon

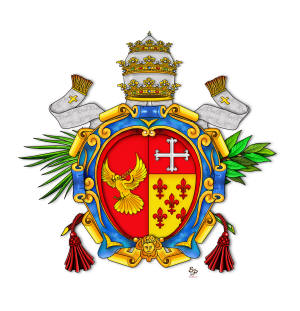
Kardinalswappen

Manuel I. Bento Rodrigues da Silva (* 25. Dezember 1800 in Vila Nova de Gaia; † 26. September 1869 in Lissabon) war Patriarch von Lissabon und Kardinal der römisch-katholischen Kirche.

## Leben
Manuel Bento Rodrigues da Silva empfing am 11. März 1826 das Sakrament der Priesterweihe.
Am 24. November 1845 wurde er zum Weihbischof im Patriarchat von Lissabon und zum Titularerzbischof von Mitylene ernannt. Er empfing die Bischofsweihe am 22. Februar des darauffolgenden Jahres durch den Patriarchen von Lissabon und Kardinal, Guilherme Henriques de Carvalho.
Am 30. Oktober 1851 wurde er zum Erzbischof ad personam von Coimbra ernannt und am 15. März des darauffolgenden Jahres die Ernennung bestätigt.
Nach dem Tod von Guilherme Henriques de Carvalho im November 1857 wurde er im März 1858 dessen Nachfolger im Amt des Patriarchen von Lissabon. Im Konsistorium vom 25. Juni 1858 nahm Papst Pius IX. ihn in das Kardinalskollegium auf.